# Sécheresse sahélienne de 2012
La sécheresse sahélienne de 2012 est une très destructive période sans précipitations au Sahel, la région semi-aride de l'Afrique située entre le Sahara et les savanes. Les pays inclus dans cette région sont le Sénégal, la Mauritanie, le Mali, le Burkina Faso, le Niger, le Nigeria, le Tchad, le Soudan et l'Érythrée. Les sécheresses au Sahel se produisent assez souvent et ont tendance à réduire l'approvisionnement en eau déjà maigre et à stresser les économies des pays en développement de cette région.

## Sécheresses futures

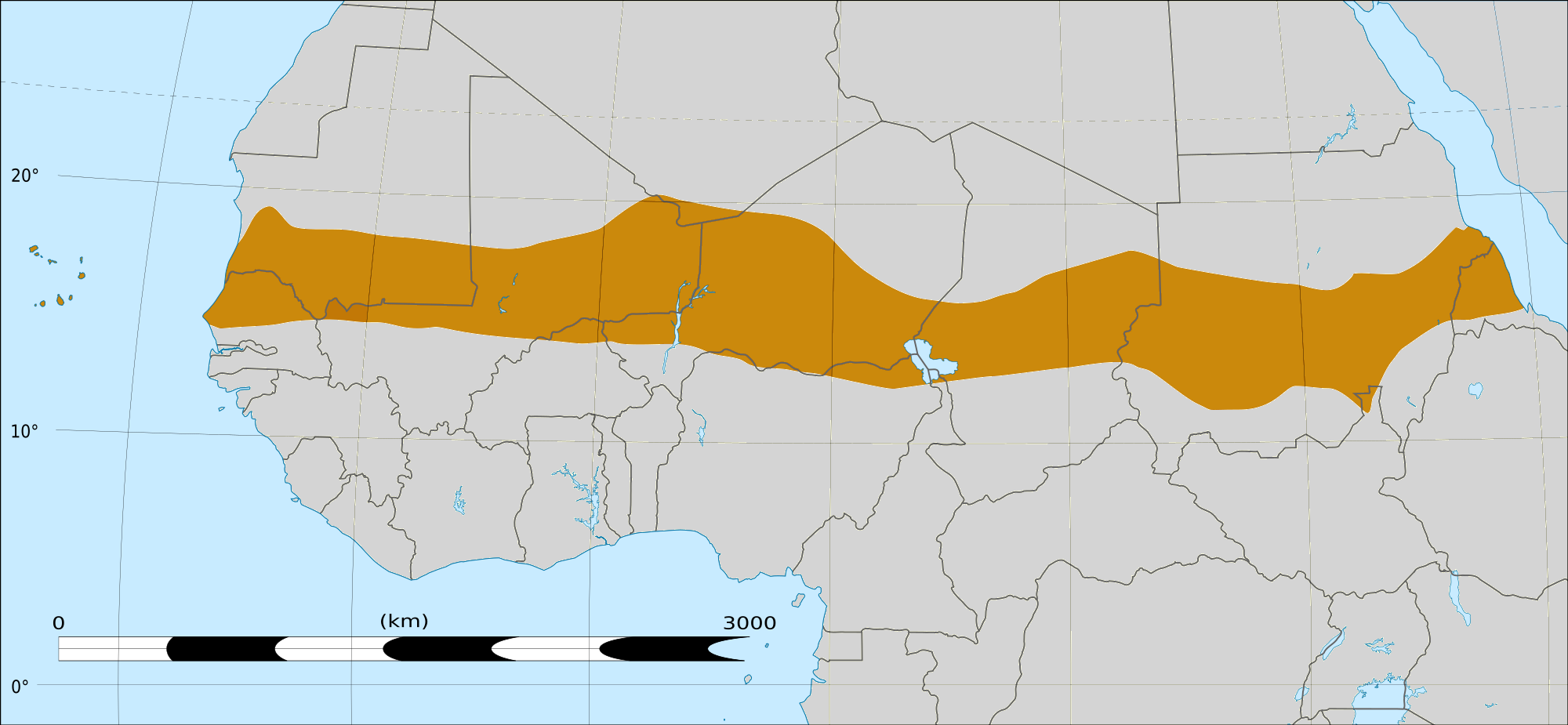
Région du Sahel - une ceinture jusqu'à 1 000 km de large qui s'étend de l'océan Atlantique à la mer Rouge.

Les sécheresses deviennent de plus en plus fréquentes, pires et plus menaçantes en raison du réchauffement climatique. Une explication possible à la tendance à l'aridité est le complément d'un phénomène océanographique appelé El Niño. Une idée est que l'évaporation se produit à un rythme plus élevé en raison du changement de la température de surface de la mer, cela a alors un impact sur la quantité de pluie que la région du Sahel reçoit. Un autre facteur à prendre en considération est la réponse de notre atmosphère aux stimulants comme les gaz à effet de serre et les émissions de carbone

## Famine de masse
Valerie Amos, chef humanitaire de l'ONU en 2012, a publié une déclaration au cours de l'année indiquant que plus de 15 millions de personnes souffraient de malnutrition en Afrique de l'Ouest et dans la région du Sahel. Le principal contributeur à la famine a été la sécheresse du Sahel, résultant d'une combinaison de mauvaises récoltes et d'El Niño.
La Mauritanie et le Tchad ont enregistré une perte de rendement des cultures de plus de 50 % par rapport à 2011. Les réserves alimentaires dans les zones touchées étaient très faibles et combinées à une flambée des prix du maïs de 60 à 85 % par rapport aux moyennes des cinq dernières années. Rien qu'au Tchad, cette crise alimentaire a touché quelque 3,6 millions de personnes. Dans des endroits comme le Burkina Faso, plus de 2,8 millions de personnes souffraient de la famine et au Sénégal, plus de 800 000 n'avaient pas assez à manger.